# George Bălan
Pour les articles homonymes, voir Bălan.
George Bălan, né le 11 mars 1929 à Turnu Măgurele, Roumanie et mort le 3 janvier 2022 à Fribourg-en-Brisgau, Allemagne, est un philosophe, musicologue et aphoriste roumain.

## Biographie
Après ses études à la Faculté des Lettres et langues à l’Université de Bucarest, il obtient la Licence en musicologie au Conservatoire de la même ville, où il sera titulaire de la chaire d’Esthétique de la musique jusqu’à l’année de son expatriation (1977).
Rédacteur musical (depuis 1949) de la Revue Contemporanul [Le Contemporain], le Professeur Bălan a conduit une série de transmissions radiophoniques et télévisuelles autour de grands compositeurs et de grandes questions musicales. Depuis lors il a privilégié les exigences des auditeurs, dont la préparation est indispensable pour ne pas rendre vaine l’œuvre du compositeur et de l’interprète.
En 1960, après trois ans d’intenses études, il obtient le Doctorat en Philosophie à l’Université d'État Lomonossov de Moscou sur le contenu philosophique de la musique.
En 1970 il obtient aussi la Licence en Théologie Orthodoxe en présentant une dissertation sur la Théologie de l’amour.
Toute la vie culturelle du Professeur Bălan, en Roumanie comme à l’étranger, se caractérise par une activité infatigable de recherche dans le domaine musical et philosophique, poursuivie d’une façon rigoureuse, personnelle et toujours en transformation. Les résultats de ses recherches constituent le contenu de ses nombreux livres, qui représentent un patrimoine culturel, musical, philosophique qui a débuté en Roumanie, s’est poursuivi en Allemagne et qui continue sans s’épuiser. Ses livres sont traduis en six langues.
L’activité adressée au grand public à travers des conférences au sujet apparemment neutre, mais ayant en réalité des contenus révolutionnaires pour chaque être humain en quête de connaissance et de liberté, a eu une répercussion toujours plus ample et son succès avec le public roumain a suscité de vraies suspicions au régime de ce temps-là.
En 1977, le 6 août, pour des raisons politiques il quitte la Roumanie et il s’installe en Bavière (Allemagne), après un court séjour à Paris.
En 1979 il enseigne la Philosophie de la Musique à l’Université Louis-et-Maximilien de Munich et, dans la même année, il fonde la première école sur la pratique de Musicosophia, qui est nommée Brucknerianum ; son siège est à Linden, dans la Bavière du Sud.
Après un court séjour aux États-Unis, en 1984 l’Institut fixe son siège à St. Peter dans la Forêt-Noire, près de Fribourg où, en 1985, naît l’École Internationale de Musicosophia pour l’écoute consciente de la musique.
Dans la même année le Professeur Bălan reçoit la nationalité allemande.
En 1991 a été créée la Fondation Internationale de Musicosophia dont le siège est en Allemagne.
De 1991 à aujourd’hui le Professeur Bălan et ses collaborateurs continuent l’activité didactique, de recherche, de formation et de diffusion dans le monde de la méthode de Musicosophia, une discipline pour l’écoute consciente de la musique classique.
La méthode s’est installée dans divers pays : Allemagne, France, Italie, Espagne, Pays-Bas, Suisse, Autriche, Mexique, Venezuela et depuis quelque temps aussi en Colombie.

### Publications en langue roumaine
- Muzica, artă greu de înţeles? [La Musique, art difficile à comprendre ?], Editura Muzicală a Uniunii Compozitorilor şi Muzicologilor din România, Bucureşti, 1955-1956, 1960.
- Der philosophische gehalt der musik, Dissertation, Moskau, 1961.
- Enescu - mesajul, estetica, Editura Muzicală a Uniunii Compozitorilor şi Muzicologilor din România, Bucureşti, 1959-1960.
- Enescu - viaţa, Editura Muzicală a Uniunii Compozitorilor şi Muzicologilor din România, Bucureşti, 1962.
- Gustav Mahler, Editura Muzicală a Uniunii Compozitorilor şi Muzicologilor din România, Bucureşti, 1962.
- Tragicul, Bucureşti, 1961-1962.
- Muzica, temă de meditaţie filosofică, Editura Ştiinţifică, Bucureşti, 1955-1956, 1960.
- Sensurile muzicii, Editura Tineretului, Bucureşti, 1965.
- Innoirile muzicii, Editura Muzicală a Uniunii Compozitorilor şi Muzicologilor din România, Bucureşti, 1966.
- Eu, Richard Wagner, Editura Tineretului, Bucureşti, 1966.
- Dincolo de muzică, Editura pentru Literatură, Bucureşti, 1967.
- Întrebările conştiinţei wagneriene, Editura Muzicală a Uniunii Compozitorilor şi Muzicologilor din România, Bucureşti, 1968.
- În dialog cu Emil Cioran, Cartea Românească, Bucureşti, 1968-1969, 1996.
- Noi ṣi clasicii, Editura Tineretului, Bucureşti, 1968.
- Venirea antimuzicii, Editura Muzicală a Uniunii Compozitorilor şi Muzicologilor din România, Bucureşti, 1968.
- Procesul lui Socrate, Editura Albatros, Bucureşti, 1968-1969, 1993.
- În căutarea Maestrului, Editura Institutul European, Bucureşti, 1968-1972, 1999.
- Pelerinaj oriental, Bucureşti, 1965.
- Le sens de la musique, Bucureşti, 1965.
- Arta de a înţelege muzica, Editura Muzicală a Uniunii Compozitorilor şi Muzicologilor din România, Bucureşti, 1970.
- Meditaţii beethoveniene, Editura Albatros, Bucureşti, 1969-1970.
- Via meditativa, Editura Eminescu, Bucureşti, 1972-1974, 1997.
- Cazul Schönberg, Editura Muzicală a Uniunii Compozitorilor şi Muzicologilor din România, Bucureşti, 1974.
- Iniţiere muzicală, Bucureşti, 1974.
- Pneumatologie-Morţii noştri, Bucureşti, 1973-1974.
- Mică filosofie a muzicii, Editura Eminescu, Bucureşti, 1975.
- Nebănuitul Eminescu, Editura Universal Dalsi, Bucureşti, 1975, 1984, 1999.
- O istorie a muzicii europene, Editura Albatros, Bucureşti, 1975.

## Publications en langue française
Aux éditions Musicosophia :
- L'énigme de la musique et son défi
- Le phénomène musical, une triple création
- À la redécouverte de la musique. Guide de l'auditeur
- Petit traité de l'art de fredonner
- Le geste musical
- Qu'exprime la musique ?
- Musique, univers, nature
- Jean-Sébastien Bach ou l'appel des cimes
- Le sourire de Bach (K7 audio)
- L'art d'écouter Mozart
- Mozart, Schubert, Chopin : trois frères spirituels
- Méditation schubertienne : un regard musical sur la mort (CD)
- L'héroïsme beethovenien
- Mendessohn : la voix qui appelle (CD)
- Comprenez-vous Brahms ?
- Bruckner, un éveil à l'esprit
- L'esprit de Wagner
- Le défi mahlérien
- De la volupté à la connaissance : Baudelaire et l'écoute musicale
- Monsieur Croche… anti-allemand : Debussy et l'écoute musicale
- Proust ou la recherche musicale du temps perdu
- Petite histoire spirituelle de la musique
- Les langues de feu de la musique
- La musique, l'au-delà et le trop humain
- Le destin
- Le sacré à la lumière de la musique
- Le dieu des amants de la musique

Chez d'autres éditeurs :
- Emil Cioran. La lucidité libératrice ? (avant-propos par Alain Cophignon), éditions Josette Lyon, 2003,  (ISBN 978-2843190384) - Traduit en roumain : Emil Cioran. Luciditatea eliberatoare?, Editura Dacia, 2009,  (ISBN 9789733524717)